# Abbattimento dell'F-4 Phantom dell'Aeronautica militare turca del 2012
L'Abbattimento dell'F-4 Phantom turco del 2012 avvenne il 22 giugno 2012, quando un jet da ricognizione turco F-4 Phantom fu intercettato e abbattuto dall'esercito siriano dopo aver violato lo spazio aereo siriano. I piloti del jet furono uccisi; sia le forze turche che quelle siriane li cercarono prima di recuperarli all'inizio di luglio. L'incidente faceva parte di una serie di incidenti tra Turchia e Siria dall'inizio della guerra civile siriana e intensificò notevolmente le tensioni tra i due paesi.

## Scenario
Le relazioni tra Siria e Turchia erano già state segnate dall'attacco ai bus di pellegrini turchi. In più, il 9 aprile 2012, l'ambasciatore siriano in Turchia era stato richiamato dopo la sparatoria al confine tra Siria e Turchia che vide coinvolte le forze siriane; in questo incidente, ci furono almeno due persone uccise ed un numero imprecisato di feriti.

## Evento
L'aereo da ricognizione del tipo RF-4E apparteneva al 173º Stormo del 7º Comando di stanza presso la base aerea di Erhaç di Malatya.
L'aereo, pilotato dal tenente di volo Gökhan Ertan e dall'ufficiale di volo Hasan Hüseyin Aksoy, decollò con il compito di aiutare a testare il sistema radar turco. Secondo i tracciati radar, l'aereo stava volando tra Cipro e Hatay sul Mar Mediterraneo a circa FL210, altitudine di 21 000 piedi (6 400 m), alle 11:06 ora locale (08:06 UTC). Ai fini del test radar, scese mentre si avvicinava a Hatay. Alle 11:14, l'RF-4E era a 8 600 piedi (2 600 m) e nove minuti dopo era sceso a 7 500 piedi (2 300 m) appena sopra Hatay. Alle 11:23, l'aereo cambiò rotta, dirigendosi verso il Mar Mediterraneo continuando a scendere di quota. Alle 11:37 aveva raggiunto i 2 000 piedi (610 m) e stava scendendo ulteriormente per scopi di test radar. L'aereo arrivò alle 11:42 al confine dello spazio aereo siriano, a 12 miglia nautiche (22 km) dalla costa, volando a 200 piedi (61 m).
A questo punto, l'aereo violò lo spazio aereo siriano volando per cinque minuti all'interno del suo spazio aereo. Una base radar turca, che controllava il volo, avvertì l'RF-4E di cambiare immediatamente rotta e lasciare quello spazio aereo. Alle 11:47 lasciò lo spazio aereo siriano e cambiò rotta verso nord in direzione di Hatay, salendo a 3 000 piedi (910 m). Durante il periodo di violazione dello spazio aereo ed in seguito, l'aereo non ricevette avvertimenti dalle autorità militari siriane. I piloti cambiano ancora una volta la rotta verso il Mar Mediterraneo per continuare la missione. Alle 11:50, i piloti chiesero assistenza alla base radar turca per informazioni sulle rotte, in modo da non violare nuovamente lo spazio aereo siriano. In quel momento, l'aereo stava volando nello spazio aereo internazionale e restò visibile sugli schermi radar fino alle 12:02.
L'RF-4E venne colpito da un missile terra-aria siriano al largo della costa. L'equipaggio potrebbe essere stato allertato per l'avvicinamento di un missile e aver tentato una manovra di evasione senza successo. Era la prima volta che una variante di un F-4 veniva abbattuta dai tempi della guerra del Golfo.

## Conseguenze
Sia la marina turca che quella siriana cercarono l'aereo e l'equipaggio dispersi. Il personale turco recuperò i corpi all'inizio di luglio 2012.
La nave da ricerca statunitense EV Nautilus arrivò tre giorni dopo sul luogo dell'incidente per unirsi alle operazioni di ricerca e soccorso. I due veicoli telecomandati impiegati, Hercules ed Argus, condussero ricerche sul fondo del mare a 4 200 piedi (1 300 m) di profondità, localizzando i detriti dell'aereo e recuperando parti del jet abbattuto. I corpi dei piloti vennero recuperati in un'operazione di 45 minuti il 4 luglio 2012 con l'aiuto di attrezzatura costruita appositamente per questo scopo.
L'esercito siriano affermò che l'aereo da combattimento aveva violato lo spazio aereo siriano. Il presidente turco Abdullah Gül e gli altri portavoce non lo confermarono, sebbene l'allora presidente avesse affermato che "era normale che i caccia a reazione a volte entrassero ed uscissero dai confini (nazionali)".
Gül affermò inoltre che "non era possibile coprire un avvenimento del genere. Tutto ciò che era necessario sarebbe stato fatto senza esitazioni". Un leader del partito politico turco affermò che il jet era stato abbattuto da una nave da guerra russa, e il vice primo ministro Bülent Arınç affermò che era stato colpito da un missile a guida laser o a ricerca di calore, non da un fuoco antiaereo come aveva affermato il governo siriano.
Il 3 luglio 2012, il presidente siriano dichiarò di deplorare l'incidente e di non consentire alcun conflitto aperto con la Turchia.
Il cambio di politica della Turchia nei confronti degli attacchi siriani portò a una serie di scontri al confine in ottobre.